# 凤灵街道
凤灵街道是中华人民共和国四川省绵阳市盐亭县下辖的一个街道办事处。2016年设立。

## 行政区划
凤灵街道下辖以下村级行政区划单位：
南街社区、东街社区、北街社区、新西街社区、城东路社区、梓江社区、文同社区、弥江社区、指南社区、先锋村、万安村、咸水村、三义村、红光村、石岭村、复兴村、石龙村和梅花村。